# Daniel Cola
Pour les articles homonymes, voir Cola (homonymie).
Daniel Cola, né en 1962, est un trampoliniste français.
Il est médaillé d'argent en trampoline par équipes aux Championnats d'Europe 1981 à Brighton avec Lionel Pioline, Gilles Sogny et Laurent Mainfray. Le même quatuor est médaillé d'or par équipe aux Championnats du monde 1982 à Bozeman.